# Rotunda (gmina w okręgu Aluta)
Rotunda – gmina w Rumunii, w okręgu Aluta. Obejmuje tylko jedną miejscowość Rotunda. W 2011 roku liczyła 2841 mieszkańców.